# Clorură de aluminiu
Clorura de aluminiu este o sare a aluminiului cu acidul clorhidric cu formula chimică AlCl3.

## Preparare
Clorura de aluminiu anhidră se obține prin acțiunea clorului gazos asupra oxidului de aluminiu și în prezență de cărbune la o temperatură de aproximativ 1000 °C:
Al2O3 + 3C + 3Cl2 = 2AlCl3 + 3CO
O altă cale de producere este sinteza dintre elemente. Sub formă de cristalohidrat (clorura de aluminiu hexahidratată) se obține prin reacția din acid clorhidric și hidroxid de aluminiu sau pulbere de aluminiu.

## Proprietăți
Clorura de aluminiu este o substanță solidă, cristalină, incoloră și delicvescentă. În stare anhidră fumegă în aer, dizolvându-se în apă cu hidroliză puternică. În stare de vapori, structura moleculei este Al2Cl6, care peste temperatura de 700 °C disociază în AlCl3.

## Utilizări
Clorura de aluminiu anhidră se folosește în diverse sinteze organice, cum ar fi reacția Friedel-Crafts.